# Orba
Orba é um município da Espanha na província de Alicante, Comunidade Valenciana. Tem 17,73 km² de área e em 2021 tinha 2 233 habitantes (densidade: 125,9 hab./km²).

## Demografia
| Variação demográfica do município entre 1991 e 2004 | Variação demográfica do município entre 1991 e 2004 | Variação demográfica do município entre 1991 e 2004 | Variação demográfica do município entre 1991 e 2004 |
| --------------------------------------------------- | --------------------------------------------------- | --------------------------------------------------- | --------------------------------------------------- |
| 1991                                                | 1996                                                | 2001                                                | 2004                                                |
| 1499                                                | 1576                                                | 1693                                                | 1968                                                |